# Darantasia semiclusa
Darantasia semiclusa là một loài bướm đêm thuộc phân họ Arctiinae, họ Erebidae.